# Henri Delaborde
Henri Delaborde, född 1811, död 1899, var en fransk greve, konstnär och konsthistoriker. Han var son till generalen Henri-François Delaborde och far till historikern Henri-François Delaborde. 
Delaborde ägnade sig i yngre år åt måleriet, och var 1858-85 chef för kopparstickskabinettet vid Bibliothèque nationale och blev 1874 ständig sekreterare vid Académie des Beaux-Arts, vars historia han utgav 1891. Delaborde skrev bland annat monografier över Jean-Auguste-Dominique Ingres (1870)och Marcantonio Raimondi (1878).